# Lenda da Lagoa do Negro

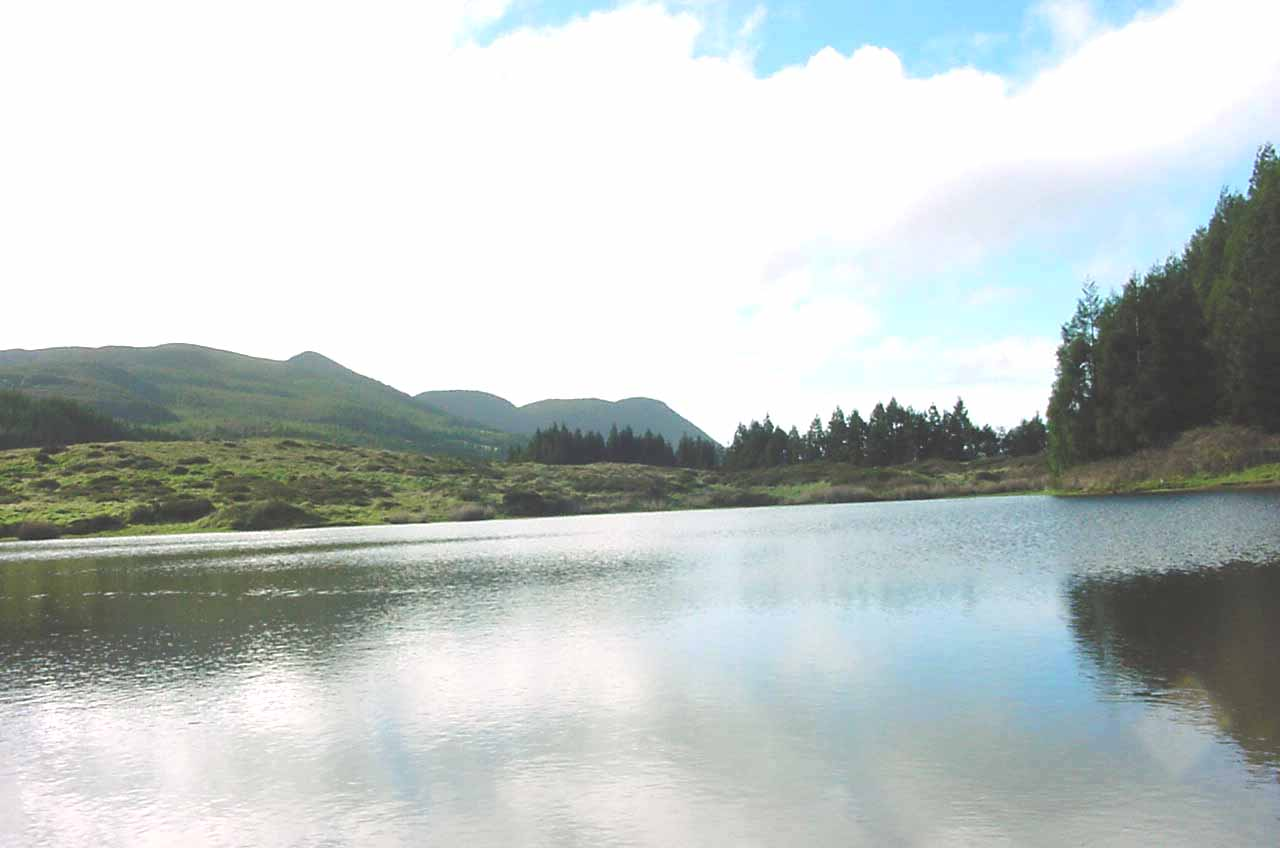
Lagoa do Negro, Terceira.

A Lenda da Lagoa do Negro é uma tradição da ilha Terceira, nos Açores. Versa sobre a origem do nome da Lagoa do Negro, junto à Gruta do Natal.

## ALenda da Lagoa do Negro
A Lenda da Lagoa do Negro, há alguns séculos existia uma família nobre na Terceira que tinha, como era costume na época, escravos negros. A filha do morgado, habituada a receber as ordens do pai que eram cumpridas de forma inquestionável por todos, aceitou com naturalidade um casamento imposto por conveniência para a união de terras e aumento do poder.
Era um casamento sem amor mas, por boa educação e honestidade, ela submetia-se ao marido. No entanto, a morgada tinha um amor proibido socialmente inaceitável por um escravo negro, que lhe retribuía o sentimento.
Um dia o escravo negro falou com a sua amada e, juntos, chegaram à conclusão que o seu amor era impossível no mundo em que viviam. Só poderiam viver juntos se fugissem. No entanto, o marido da morgada tinha ordenado a uma das aias da esposa que a seguisse por todo o lado. Tendo ouvido a conversa entre a morgada e o escravo, esta informou o amo, que ordenou aos seus capatazes que prendessem o escravo.
Ao ouvir o ladrar dos cães de caça ao longe, e sabendo que não era dia de caçada, o escravo desconfiou que andavam à sua procura e pôs-se em fuga pelos campos, em direção ao interior da ilha. Após um dia e uma noite em fuga, caminhando por montes, vales e difíceis veredas, o fugitivo cansado e sentindo os cavalos já próximos, não tinha mais forças para correr ou sequer andar. Sem ter onde se esconder, resolveu parar e por ali ficar, abandonando-se à sua sorte.
Começou a chorar, e as suas lágrimas rapidamente se multiplicaram e fizeram nascer uma linda lagoa à sua frente, aninhada ao lado de uma colina arborizada. Quando se apercebeu da lagoa, os cavalos já estavam quase sobre ele. Não tendo mais para onde fugir, atirou-se da colina para as águas escuras e serenas da bela lagoa, onde se afogou.

## 
- «Lendas dos Açores»